# Fran Levstik

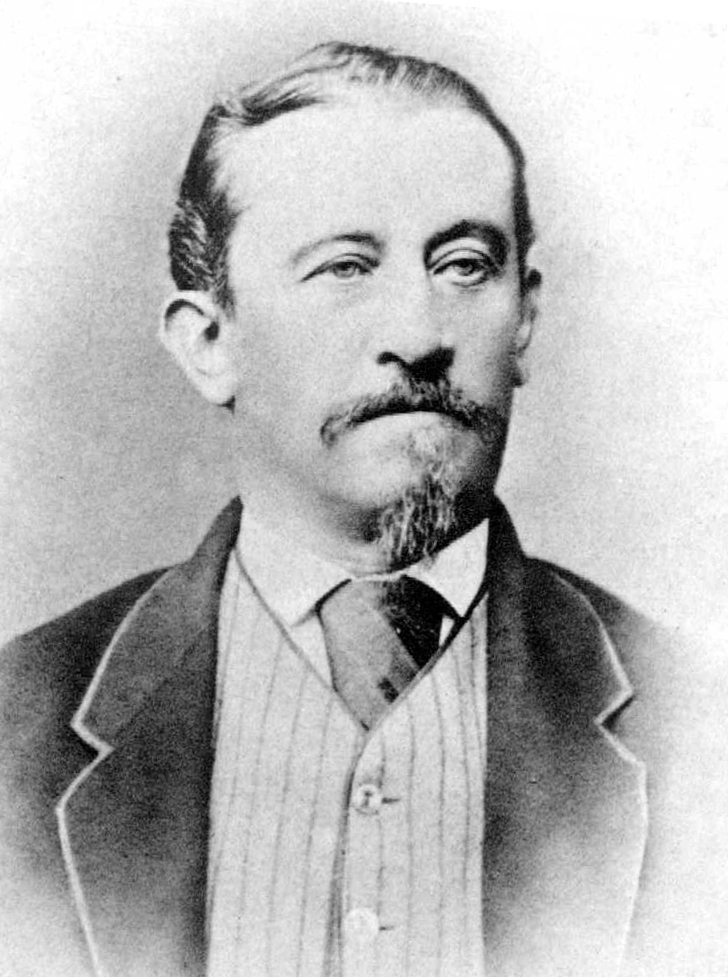
Fran Levstik

Fran Levstik (n. 28 septembrie 1831 - d. 16 noiembrie 1887) a fost un scriitor, critic literar și  luptător politic sloven.
A fost unul dintre exponenții mișcării politice Tânăra Slovenie și fondator al asociației Dramatično društvo.
A scris poezii pe motive epice, intimist-erotice și satirice.
De asemenea, a scris o proză descriptivă, piese de teatru cu caracter satiric și studii de critică literară.
A fost editor al revistei satirice Pavliha.

## Scrieri
- 1854: Poezii ("Pesmi")
- 1854: Cavalcadă pe Parnas ("Ježa na Parmas")
- 1858: Poeziile Toniei ("Tonine pesmi")
- 1858: Poeziile Franjei ("Franjine pesmi")
- Regele fugar ("Ubežni kralj")
- 1858: Martin Krpan
- 1858: Călătoria de la Litije la Čatež ("Popotovanije iz Litije do Čateža")
- 1875: Boier și slugă ("Vodja in sluga")
- 1876: Tablouri politice ("Politične slike").